# La Libertad (Comayagua)
Pour les articles homonymes, voir La Libertad.
La Libertad est une municipalité du Honduras, située dans le département de Comayagua. Elle est fondée en 1860. En 2009, la municipalité comprend 11 villages et 115 hameaux.

## Source de la traduction
- (en)/(es) Cet article est partiellement ou en totalité issu des articles intitulés en anglais « La Libertad, Comayagua » (voir la liste des auteurs) et en espagnol « La Libertad (Comayagua) » (voir la liste des auteurs).